# Tadjidine Ben Saïd Massounde
Tadjiddine Ben Saïd Massonde (Domoni, 25 de dezembro de 1933 - Paris, 1ª de março de 2004) foi um político de Comores. Foi presidente interino de Comores em 1998, após a morte do presidente Mohamed Taki Abdoulkarim, mas sofreu um golpe militar de Estado, em 1999, acusado pelo coronel Azali Assoumani de negociar com as forças separatistas da ilha de Anjouan, agravando a Crise separatista de Comores.

## Biografia
Ele nasceu em Domoni, na ilha de Anjouan, e estudou em Madascar, antes de entrar na Escola de Serviços Exteriores do Tesouro Público francês em Paris, onde ele saíra com o título de inspetor da Fazenda Pública. Ele era cunhado de Ahmed Abdallah.
Ele ocupou diversos cargos políticos em Comores:
- Ministro das Finanças e do Comércio, durante o regime de Ali Soilih;
- Encarregado da Fazenda Pública, pois diretor de Finanças, na presidência de Abdallah;
- Ministro das Finanças (Tesoureiro Geral), em 1988 até 1990;

Ele morreu na madrugada de 29 de fevereiro a 1º de março de 2004 em Paris.

## Referência
1. ↑  «Présidentielle aux Comores: 12 prétendants veulent le fauteuil d'Azali Assoumani». La Tribune (em francês). Consultado em 11 de agosto de 2021
2. ↑  «Le dix-huitième coup d'Etat en 24 ans à Moroni Comores: l'armée s'installe au pouvoir». Le Soir Plus (em francês). Consultado em 11 de agosto de 2021
3. ↑  «Les Comores, une histoire mouvementée». RFI (em francês). 21 de março de 2019. Consultado em 11 de agosto de 2021
4. ↑  «Disparition du président Taki Comores: mort naturelle au pays des coups d'Etat». Le Soir Plus (em francês). Consultado em 11 de agosto de 2021
5. ↑  «Mort du président des Comores.». Libération (em francês). Consultado em 11 de agosto de 2021